# Mario Lepe
Mario Enrique Lepe González (Santiago del Cile, 25 marzo 1965) è un ex calciatore cileno, di ruolo centrocampista.

## Palmarès

### Club

#### Competizioni internazionali
- Coppa Interamericana: 1

Universidad Católica: 1994